# Gephyromantis runewsweeki
Gephyromantis runewsweeki es una especie de anfibio anuro de la familia Mantellidae.

## Distribución geográfica
Esta especie es endémica de Madagascar. Habita entre los 1000 y 1350 m de altitud en el parque nacional Ranomafana.

## Descripción
Las 2 muestras masculinas observadas en la descripción original miden entre 22.5 mm y 23.8 mm de longitud estándar.

## Etimología
Su epíteto específico, runewsweeki, deriva del nombre de la edición rusa de la revista Newsweek, en reconocimiento al apoyo financiero proporcionado a través del programa Biopat.

## Publicación original
- Vences & De la Riva, 2007 : A new species of Gephyromantis from Ranomafana National Park, south-eastern Madagascar (Amphibia, Anura, Mantellidae). Spixiana, vol. 30, p. 135-143[6]